# Jogos dos Pequenos Estados da Europa de 1999
Os VIII Jogos dos Pequenos Estados da Europa foram realizadas em 1999 pelo Liechtenstein.
| Ordem | País          | Medalha de ouro | Medalha de prata | Medalha de bronze | Total |
| ----- | ------------- | --------------- | ---------------- | ----------------- | ----- |
| 1     | Islândia      | 29              | 20               | 24                | 73    |
| 2     | Luxemburgo    | 20              | 16               | 19                | 55    |
| 3     | Chipre        | 14              | 13               | 15                | 42    |
| 4     | San Marino    | 6               | 5                | 7                 | 18    |
| 5     | Andorra       | 5               | 12               | 11                | 28    |
| 6     | Monaco        | 5               | 9                | 6                 | 20    |
| 7     | Malta         | 4               | 8                | 8                 | 20    |
| 8     | Liechtenstein | 3               | 3                | 2                 | 8     |